# جان فلاورز (بازیکن فوتبال)
جان فلاورز (انگلیسی: John Flowers; ۲۶ اوت ۱۹۴۴ – ) بازیکن فوتبال اهل بریتانیا بود.
از باشگاه‌هایی که در آن بازی کرده‌است می‌توان به باشگاه فوتبال استوک سیتی، باشگاه فوتبال ایستوود، باشگاه فوتبال دونکستر راورز، و باشگاه فوتبال پورت ویل اشاره کرد.